# Amharen

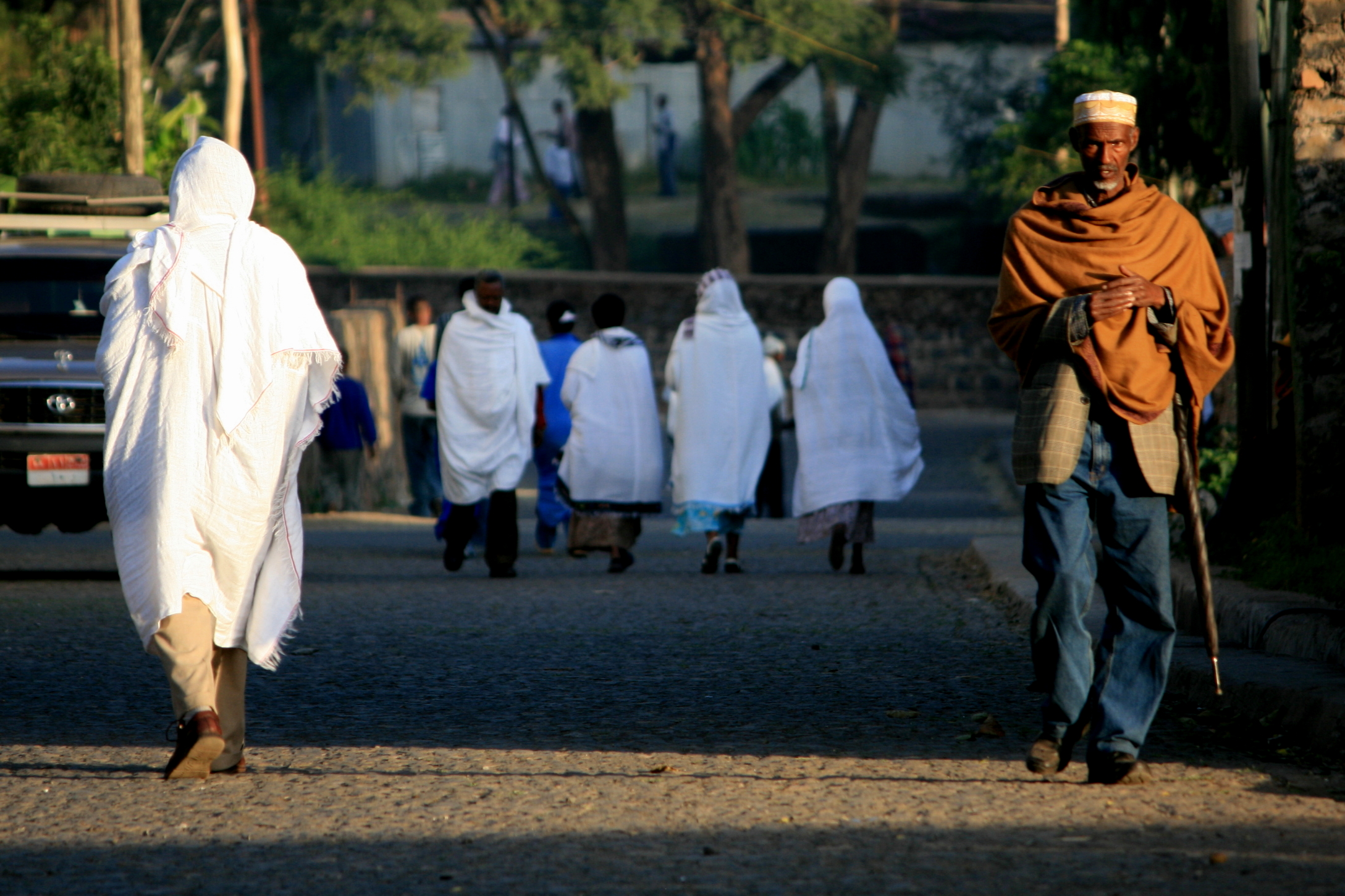
Straßenszene im Jahr 2009 in Gonder, im amharischen Siedlungsgebiet Äthiopiens

Die Amharen (amharisch አማራ Amara) waren traditionell die wichtigste staatstragende Volksgruppe Äthiopiens. 
Sie sprechen eine äthiosemitische Sprache, das Amharische, das mit dem Altäthiopischen verwandt ist, aber nicht direkt von diesem abstammt. Die Amharen sind Christen und gehören zum größten Teil der Äthiopisch-Orthodoxen Kirche an. Daneben gibt es jedoch, besonders in der Region Wällo, auch eine größere Zahl von Amharen, die Muslime sind.
Die Amharen sind sprachlich mit den Tigray verwandt. Beide Volksgruppen werden in der Bezeichnung Habescha zusammengefasst. Bis in die zweite Hälfte des 20. Jahrhunderts wurde die Bezeichnung Amhara ausschließlich für die amharische Sprache und für die mittelalterliche Provinz Amhara (im Gebiet von Wällo) gebraucht; die amharisch sprechenden Menschen bezeichne(te)n sich selbst allgemein als „Äthiopier“ oder als Bewohner der jeweiligen geographischen Region.
Bei der Volkszählung von 2007 wurden in Äthiopien fast 20 Millionen Menschen als Amharen gezählt, womit sie 26,89 % der Gesamtbevölkerung ausmachen und das zweitgrößte Volk nach den Oromo sind. Rund 15,7 Mio. Amharen leben in der Amhara-Region, wo sie 91,48 % der Bevölkerung stellen und zu 87,6 % auf dem Land leben. In allen anderen Regionen des Landes leben Amharen vorwiegend in städtischen Gebieten. In der Landeshauptstadt Addis Abeba leben 1,2 Mio. Amharen (47,05 % der Bevölkerung), in Oromia über 1,9 Millionen.

## Kultur
Die auf dem Lande siedelnden Amharen betreiben meist Ackerbau. Handwerkliche Berufe wie Töpfer und Schmied werden traditionell als minderwertig angesehen. Mädchen erlangen die Heiratsfähigkeit bereits mit der Geschlechtsreife, spätestens aber mit 14 Jahren. Vorherrschend ist die durch die Verwandtschaft arrangierte Ehe. Eine Heirat findet in der Regel durch eine kirchliche Hochzeit statt. Ein Priester kann die Ehe aber auch nur absegnen. Eine Scheidung ist von Rechts wegen vorgesehen und kann ausgehandelt werden. Dabei wird auch die Auseinandersetzung des Güterstands und die Verteilung des Sorgerechts geregelt. Traditionsgemäß hat die Mutter das Recht, den Namen des Kindes zu bestimmen. Die Benennung erfolgt nach Gefühlen oder Wünschen (z. B. Desta – die Freude, Seyum – zur Würde berufen). Erbrechtlich wird Land an die Söhne, Vieh dagegen an alle Abkömmlinge vererbt.

## Politische Lage
Bis zur Revolution des Derg 1974 und teilweise bis zum Sturz von Mengistu Haile Mariam 1991 waren die Amharen das staatstragende Volk Äthiopiens. Es ist dabei strittig, ob es sich um eine genuin ethnische Dominanz gehandelt hat, da das bis 1974 bestehende Kaiserreich einen streng aristokratischen und teilweise feudalistischen Charakter hatte. Die Elite des Staates bestand zwar vorwiegend aus amharischen Adligen und Militärpersonen, doch die amharische Landbevölkerung war den feudalistischen Verhältnissen ebenso unterworfen wie anderswo, und auch kulturell assimilierte Oromo stellten einen Teil der staatstragenden Elite, bis hin zur Thronfolge (Lijj Iyassu V., 1913–1916 Kaiser von Äthiopien). In jedem Fall wurden die Amharen nach dem Sturz Mengistus durch die Rebellen der Volksbefreiungsfront von Tigray (TPLF; später Teil der Revolutionären Demokratischen Front der Äthiopischen Völker EPRDF) im Jahre 1991 von den Tigray als staatstragendes Volk abgelöst. Die Einführung des „ethnischen Föderalismus“ mit den ethnisch definierten Bundesstaaten schwächte die Rolle der Amharen.
Seit Einführung der neuen Verwaltungsgliederung Äthiopiens besteht ein Bundesstaat Amhara, dessen Titularnation die Amharen stellen. Innerhalb der EPRDF besteht die National-Demokratische Bewegung der Amharen als Koalitionspartner der TPLF. Sie stellt zurzeit die Regionalregierung in Amhara. Daneben findet insbesondere auch die oppositionelle Koalition für Einheit und Demokratie, die die nationale Einheit betont und einen stärkeren Zentralstaat anstrebt, Unterstützung bei den Amharen. Die All-Amhara-Volksorganisation, eine Mitgliedspartei der Vereinigten Äthiopischen Demokratischen Kräfte, setzt sich allgemein für die Selbstbestimmung der Amharen ein.